# Алнаське сільське поселення
Ална́ське сільське поселення (рос. Алнашское сельское поселение) — колишнє муніципальне утворення у складі Алнаського району Удмуртії, Росія. Адміністративний центр і єдиний населений пункт — село Алнаші.

## Населення
Населення — 5913 осіб (2018, 6047 у 2015, 6198 у 2012, 6303 у 2010, 6275 у 2002).

## Історія
Алнаська сільрада була утворена 1924 року у складі Алнаської волості Можгинського повіту Вотської АО. 1929 року, після ліквідації волостей, сільрада увійшла до складу новоствореного Алнаського району. Указом президії ВР Удмуртської АРСР від 28 квітня 1951 року до складу сільради було передано присілок Абишево Азаматовської сільради. З 5 березня 1963 по 16 листопада 1965 років, у зв'язку з ліквідацією Алнаського району, сільрада перебувала у складі Можгинського району. Указом президії ВР Удмуртської АРСР від 25 березня 1971 року до складу Азаматовської сільради було передано виселок Виль-Шудья.
Алнаське сільське поселення було утворене 1 січня 2005 року шляхом перетворення та розділення Алнаської сільради у рамках муніципальної реформи у Росії.
Розформоване 9 травня 2021 року законом Удмуртської Республіки за 23 квітня 2021 року № 27-РЗ через переформування муніципального району на муніципальний округ.

## Господарство
У поселенні діють середня школа, 3 садочки («Берёзка», «Родничок», «Солнышко»), школа мистецтв, центр дитячої творчості, 2 бібліотеки, районний будинок культури, молодіжний центр, центральна районна лікарня, ветеринарна станція, будинок-інтернат для пристарілих та інвалідів, дитячий будинок, Свято-Троїцька церква, редакція газети «Алнашский колхозник». Серед підприємств працюють цегельний цех, лісництво та 8 дрібних.